# Troca iônica
Troca iônica é uma troca de íons entre dois eletrólitos ou entre um eletrólito na forma de solução e um complexo. Na maioria dos casos, o termo é usado para denotar os processos de purificação, separação e descontaminação de soluções aquosas contendo íons com sólidos poliméricos ou minerais chamados "trocadores de íons" (também chamados de "cambiadores de íons"), cita-se como exemplo as resinas trocadoras de íons. No caso de purificação, as resinas de troca iônica necessitam ser regeneradas quando saturadas no decorrer do processo de purificação. Esta regeneração é feita com produtos químicos. Desse modo, dependendo do tipo da resina de troca iônica, empregam-se diferentes métodos, como a aplicação de solução ácida ou básica em sua regeneração. 

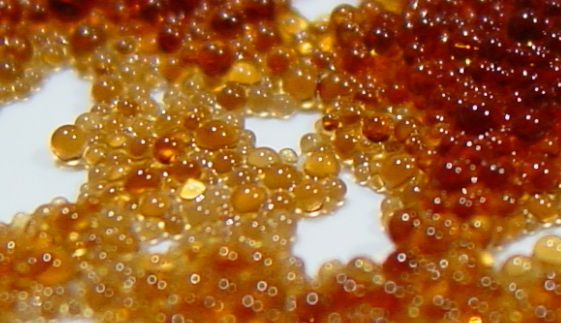
Grãos de resina trocadora de íons.